# Pieter Johannes de Quartel
Pieter Johannes de Quartel (Rotterdam, 26 augustus 1816 - Utrecht, 4 augustus 1894) was een Nederlands waterbouwkundige. Het was een man met grootse plannen die hij klaarblijkelijk goed kon presenteren, maar niet kon realiseren. Hij was een man van 12 ambachten en 13 ongelukken, had een gemankeerde carrière bij Rijkswaterstaat, heeft zijn geluk beproefd in Peru en was na zijn pensionering actief als publicist.

## Rijkswaterstaat
Na zijn opleiding, eerst in Rotterdam en later in Amsterdam, ging hij in 1832 als Cadet voor de Waterstaat naar de militaire academie van de marine, toendertijd in Medemblik. Hij werd in 1836 aspirant ingenieur van de Waterstaat en werd toen in Den Haag geplaatst bij de Algemene Dienst, waar hij werkte op het bureau voor de vervaardiging van de rivierkaart. In 1842 werd hij arrondissements-ingenieur in Breskens waar hij in 1845 de bevordering kreeg tot ingenieur 2e klasse. In 1845 werd hij overgeplaatst naar Kampen, waar hij o.a. verantwoordelijk werd voor Schokland. Hiervoor moest hij regelmatig per zeilschip van Kampen naar Schokland, maar hij zeilde dat eiland soms voorbij en kwam dan in Hoorn of Enkhuizen aan. Hij deelde dan aan zijn chef mee dat hij "verstormd" was en bleef dan soms een week of langer in Noord-Holland. Hij werd in 1849 overgeplaatst naar Roermond en in 1851 naar Utrecht. Ook dat was geen succes, en hij werd in 1852 overgeplaatst naar Assen en in 1856 naar Zierikzee. Hij werd toen ook bevorderd tot ingenieur 1e klasse, wat erg laat was in het anciënniteitssysteem wat men toen had. Ook in Zierikzee voldeed hij niet en hij ging in 1859 weer naar de Algemene Dienst in Den Haag. Omdat ze daar ook geen raad met hem wisten werd hij in 1861 weer overgeplaatst naar Assen. Dat ging weer mis en hij werd daarom in 1865 overgeplaatst naar het bureau van de aanleg van Staatsspoorwegen in Den Haag. Hier moest hij bestekken en begrotingen maken. Maar ook daar was men ontevreden over hem; hij moest daarom in 1867 naar Arnhem (en kwam daar onder Christiaan Brunings, de zoon van Conrad Ludwig Brunings). Die liet hem eigenlijk niets doen, omdat hij zich ook geen raad wist met die man. Dat was ook niet houdbaar en De Quartel werd weer overgeplaatst (1868) naar Leeuwarden, maar met de bepaling dat die aanstelling zou eindigen op 31 december 1868. Met ingang van 1 mei 1869 is hij toen eervol uit rijksdienst ontslagen en kreeg een wachtgeld. Het feit dat hij het zo lang heeft uitgehouden komt doordat (volgens een rapport van Van der Kun uit die tijd) zijn gedrag 'buiten bedenking, fatsoenlijk, stil en ingetogen is, en dat hij in den regel volgzaam is in de volvoering van de dienstverrigtingen ...'. Zijn brochure van 1868 met kritiek op Van Diggelen was de druppel die leidde tot zijn ontslag.
In de jaren die op zijn ontslag volgden, schreef hij opstellen in het bouwkundig weekblad De Opmerker. Typerend is een opstel in het nummer van 4 maart 1871, met als anonieme auteur ‘Eenige hoofdingelanden langs de Lekdijken’, waarin geklaagd wordt over de verwaarlozing der Nederlandse rivieren; In dit anonieme werkje van zijn hand wordt vooral zijn publicatie uit 1855 aangeprezen (terwijl daar aantoonbare onjuistheden in staan).

## Peru
Hij heeft het voor elkaar gekregen om door de Peruaanse regering gevraagd te worden om daar hoofdingenieur openbare werken te worden. Hoe hij dat voor elkaar gekregen heeft is onduidelijk, hij had in ieder geval geen goede referenties vanuit Nederland. Wel had hij een goede talenkennis. Hij kreeg per Koninklijk Besluit van 30 juni 1871 verlof tot het aanvaarden van deze betrekking. Wel werd bepaald dat zijn wachtgeld geschort werd voor de duur van zijn verblijf in Peru.
Op 22 augustus van dat jaar begon hij. Na een paar dagen vroeg hij het Peruaans congres een concessie voor de aanleg van een spoorweg in het noorden van Peru, van Paita naar Sullana, verder door de Cordilleras naar Santa Cruz, waarbij de Cordilleras door een tunnel, zo lang als de Mont-Cénis-tunnel, doorboord zou worden. Hiervan kwam niets terecht: deze spoorlijn is nooit aangelegd. In deze tijd werd in centraal Peru door de avonturier Henry Meiggs vanaf 1869 naar een plan van de Poolse ingenieur Ernest Malinowski wel een spoorlijn aangelegd, de Ferrocarril Central Andino, de hoogste spoorlijn ter wereld.
Hij bleef twee en half jaar in Peru zonder veel anders te doen dan goede sier maken van het geld, dat hij verdiende. Zijne twee zonen werden in Peru tot ingenieur benoemd, hoewel zij daarvoor geen opleiding gehad hadden, en hij liet in het Journal du Pérou een artikel (overgenomen in de Stoompost van 16 februari 1873) opnemen over “den uitstekenden ingenieur Don Pedro Juan de Quartel”. Na een geflatteerde beschrijving van zijn daden eindigt het stuk: ‘Que d'activité, grands dieux!’
Toen de overeenkomst met de Peruaanse regering afliep, werd zij natuurlijk niet verlengd, de Quartel repatrieerde in het voorjaar van 1874

## Terug in Nederland
Hij vestigde zich na terugkeer in Utrecht; hij deed nog veel moeite om concessie voor spoorwegen en andere openbare werken te verkrijgen.
Hij heeft samen met de maatschap Crans & Co. uit Den Haag en ingenieur Van Waning te Rotterdam in 1884 en concessie aangevraagd voor de aanleg en de exploitatie van een stoomtramweg van Nijmegen langs Beek, Ubbergen en Kranenburg naar Kleef. Het benodigde kapitaal zou disponibel zijn.
Hij heeft ook in 1888 een voorlopige concessie aangevraagd voor de indijking, droogmaking en inpoldering van het grootste gedeelte van de Zuiderzee en van de Friese Wadden. Hij raamde de kosten op 220 miljoen en de baten over 20 jaren op ongeveer 347 miljoen.
De Quartel schreef in de jaren 1874 tot 1885 veel in het satirische tijdschrift Asmodée, zelfs komen daarin verzen van hem voor. Hij drong ook daarin evenals in de voorlaatste der beneden te noemen brochures aan op de oprichting van een afzonderlijk Departement van Waterstaat; hij zeide, dat men als Minister een bekwaam ingenieur, (volgen verscheidene namen) ‘of de Quartel’ nemen moest.

## Privé
Hij was de zoon van Pieter Johannes de Quartel en Wijntje Goppel. Hij trouwde in Utrecht op 15 juni 1844 met Anna Maria Anthonia Imans, Zij kregen zes kinderen, waarvan er drie voor het eerste levensjaar zijn overleden.

## Publicaties, een selectie
- Denkbeelden omtrent eene noodzakelijke en mogelijke verbetering van den toestand der hoofdrivieren (Assen, Willinge Gratama, 1855); uit deze publicatie blijkt, dat hij het rapport van Ferrand en van der Kun van 1850, dat toen al toonaangevend was, niet gelezen heeft; hij wil de Heerenwaardense overlaten verlagen, enz. op het voetspoor van Goudriaan en anderen.
- Verhandeling over de Hondsbossche zeewering en de duinen te Petten, door het dijksbestuur bekroond met den tweeden prijs (Alkmaar, Coster & Zn, 1864)
- Een ernstig woord tot allen die belang stellen in den bloei van Neerlands hoofdstad (Arnhem 1868); in deze brochure heerst een humor van laag allooi, hij bespot zijn tijdgenoot van Diggelen vrij snedig over het afdammen der zeegaten tussen de eilanden; deze brochure wordt in “de Stoompost” van 24 Mei 1868 aan nogal wat kritiek onderworpen.
- Ontwerp tot Kanalisatie van de Rivier de Lek; tot verbetering van de vaart van Keulen naar Amsterdam en tot het verruimen van den Gelderschen IJssel, voor afvoer van IJs en Rhijnwater(Utrecht, 1877)
- Projet et propositions pour établir quelques canaux et pour améliorer quelques voies navigables (Utrecht 1883).
- Historische beschouwingen over het tegenwoordige departement voor de openbare werken in Nederland. De hoofdrivieren en de voorgestelde kanaalwet (Utrecht,1878)

Voor meer biografische gegevens klik op het nummer achter Biografisch Portaal in het uitklapscherm hieronder, voor meer publicaties klik op het nummer achter WorldCat Identities in dit uitklapscherm.
- Biografisch Portaal: 93007700
- Digitale Bibliotheek voor de Nederlandse Letteren: quar012
- Virtual International Authority File: 284732250